# Radicaal 134
Radicaal 134 is een van de 29 van de 214 Kangxi-radicalen dat bestaat uit zes strepen.
In het Kangxi-woordenboek zijn er 71 karakters die dit radicaal gebruiken.

## Karakters met het radicaal 134

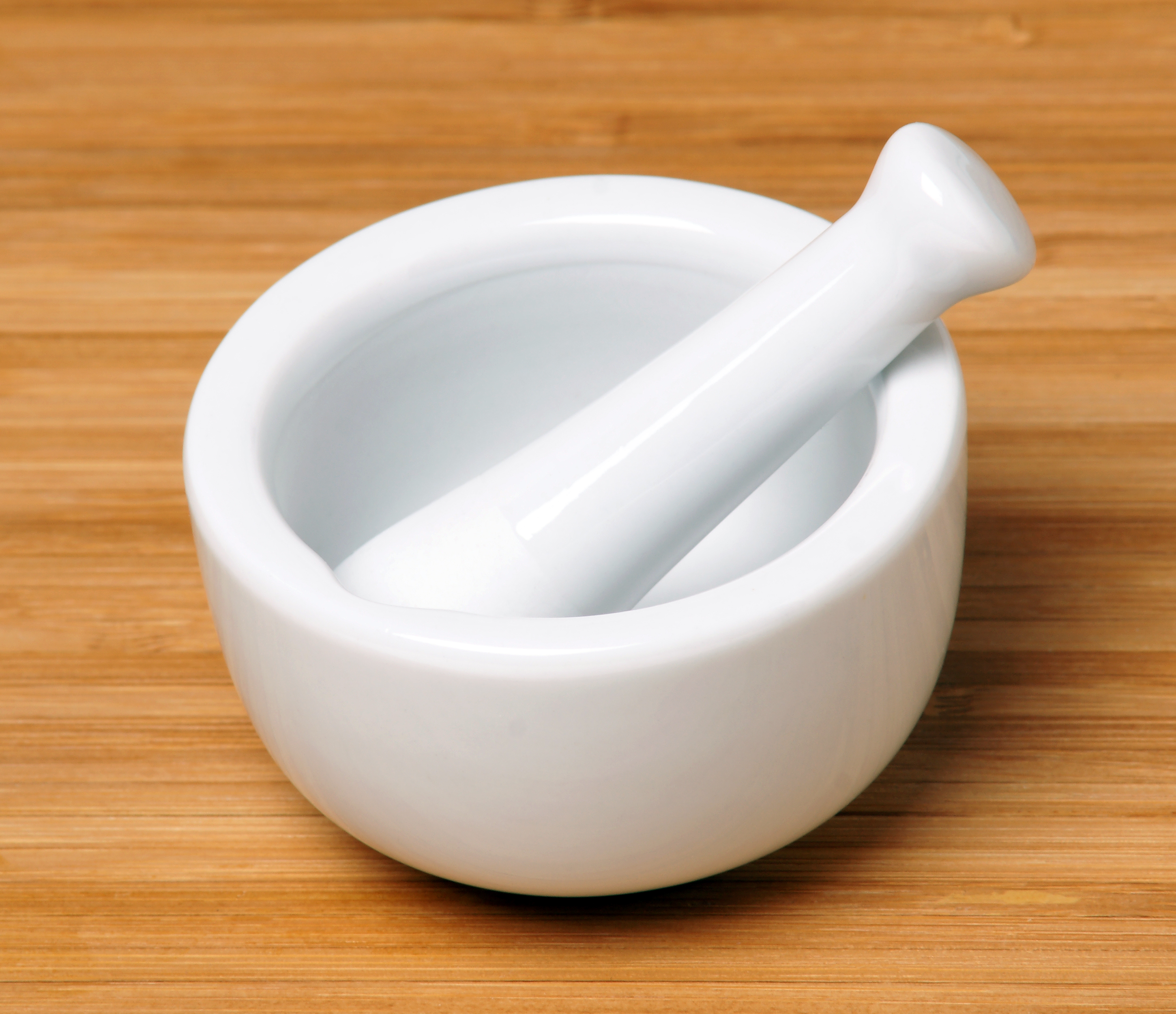
Vijzel, ook weleens mortier genoemd

| Strepen | Karakter |
| ------- | -------- |
| + 0     | 臼       |
| + 2     | 臽 臾    |
| + 3     | 臿       |
| + 4     | 舀 舁    |
| + 5     | 舂       |
| + 6     | 舃 舄    |
| + 7     | 舅 舆 與 |
| + 9     | 興       |
| + 11    | 舉       |
| + 12    | 舊       |
| + 13    | 舋       |

Klein zegelkarakter